# Cryptostegia grandiflora
Cryptostegia grandiflora är en oleanderväxtart som först beskrevs av William Roxburgh, och fick sitt nu gällande namn av Robert Brown. Cryptostegia grandiflora ingår i släktet Cryptostegia och familjen oleanderväxter. Inga underarter finns listade i Catalogue of Life.